# Aziz Mirza
Aziz Mirza (nació en 1947) es un guionista, director y productor de cine indio conocido por sus trabajos en Bollywood y televisión.
El padre de Aziz Mirza era el guionista de Bollywood Akhtar Mirza. Es hermano del cineasta Saeed Mirza (de Salim Langde, Pe Mat Ro y Naseem).

## Carrera
Comenzó su carrera en 1985 cuando se unió a su hermano Saeed Mirza y al veterano director Kundan Shah para establecer una nueva compañía de producción llamada Iskra. Hizo su debut con la serie de televisión Circus (1989) protagonizada por Ashutosh Gowariker y Shahrukh Khan, que era un actor recién llegado en ese momento. Desde entonces, ha colaborado con Shahrukh Khan y Juhi Chawla en cada proyecto alternativo en su carrera.
Hizo su debut cinematográfico con Raju Ban Gaya Gentleman (1992) protagonizada por Khan y Chawla. La película se inspiró en la comedia clásica de Raj Kapoor, Shree 420 (1955). Su próximo proyecto, Yes Boss (1997) protagonizado por Aditya Pancholi, Shahrukh Khan y Juhi Chawla, tuvo bastante éxito en la taquilla.
En 1999, Mirza estableció una compañía de producción llamada Dreamz Unlimited con Juhi Chawla y Shahrukh Khan. Su primera película Phir Bhi Dil Hai Hindustani (2000) fue dirigida por Mirza. En 2003 Mirza dirigió la tercera película de Dreamz Unlimited, Chalte Chalte protagonizada por Khan y Rani Mukerji en papeles principales. La película fue el primer éxito de taquilla de esta productora. Después de esto, tomó un descanso de la dirección de cine debido a la muerte de su esposa. En 2007, Mirza volvió a dirigir y lanzó su próxima película titulada Kismat Konnection, que se convirtió en un éxito de taquilla en 2008 y tuvo estrellas como Shahid Kapoor y Vidya Balan en papeles principales.

## Filmografía
| Año  | Película                    | Papeles                        |
| ---- | --------------------------- | ------------------------------ |
| 1992 | Raju Ban Gaya Gentleman     | Director, guionista            |
| 1997 | Yes Boss                    | Director, guionista            |
| 2000 | Phir Bhi Dil Hai Hindustani | Director, productor            |
| 2003 | Chalte Chalte               | Director, productor, guionista |
| 2008 | Kismat Konnection           | Director                       |

## Televisión
| Año  | Película | Papel    |
| ---- | -------- | -------- |
| 1986 | Nukkad   | Director |
| 1989 | Circus   | Director |